# Grasmuur
Grasmuur (Stellaria graminea) is een kruidachtige, vaste plant uit de anjerfamilie (Caryophyllaceae). De plant komt van nature voor in Eurazië.
De plant wordt 10-90 cm hoog en heeft dunne wortelstokken (rizomen). De plant heeft een slappe, opstijgende of liggende, meestal vertakte, vierkantige stengel. De grasgoene stengels en vliezig gerande of de bovenste vliezige schutbladen zijn alleen aan de voet gewimperd. De grasgroene, zittende bladeren zijn lijn- tot lancetvormig.
Grasmuur bloeit van mei tot juli met witte, driestijlige bloemen. De vijf kroonbladen zijn tot aan de voet tweedelig, waardoor het lijkt of er tien kroonbladen zijn. Ze zijn iets korter of iets langer dan de gewimperde, 3-6 mm lange kelkbladen. De takken van de schroefvormige bloeiwijze zijn vaak rond.
De vrucht is een eenhokkige doosvrucht en de roodbruine zaden zijn 1-1,2 mm lang.
De plant komt voor op matig voedselrijke grond in graslanden, vergraste heide en bermen en langs bos- en akkerranden.

## Namen in andere talen
- Duits: Gras-Sternmiere
- Engels: Lesser Stitchwort, Grasslike Starwort
- Frans: Stellaire graminée, Stellaire à feuilles de graminée
- Zweeds: Grässtjärnblomma